# Davidwache
La Davidwache, erróneamente también llamada Davidswache, es la comisaría más pequeña y célebre de Alemania. Se encuentra ubicada en el barrio de Sankt Pauli de la ciudad portuaria de Hamburgo.

## Historia
La comisaría ya existía desde 1840. La comisaría está emplazada en un distrito con tanta actividad que ya en 1867 tuvieron que aumentar la plantilla de policías. El edificio, que se acabó en 1914, fue diseñado por el arquitecto Fritz Schumacher, y está considerado patrimonio artístico. Pese a los múltiples cambios de nombre, la gente siguió llamándola "Davidwache". En 1970 se le concedió este nombre de forma oficial. Los arquitectos Bernhard Winking y Martin Froh ampliaron las instalaciones en 2003. El edificio obtuvo en 2004 la distinción como "Edificio del año" del gremio de arquitectos e ingenieros.

## Filmografía
Su fama la debe además de su ubicación, a las series televisivas, películas y documentales que se rodaron allí como: 
- Nur eine Nacht (1950), de Fritz Kirchhoff;
- Polizeirevier Davidswache (1964), de Jürgen Roland;
- Fluchtweg St. Pauli – Großalarm für die Davidswache (1971), de Wolfgang Staudte;
- Großstadtrevier, serie de Televisión.